# Каев Хуа II
Анг Чей (кхмер. អង្គជី) или Каэв Хуа II (кхмер. កែវហ៊្វាទី២, 1652 — 1677) — король Камбоджи (1673—1674).

## Биография
Был старшим сыном короля Барома Рачеа IX. Придя к власти, казнил всех людей, причастных к убийству его отца, а также к убийству короля Четты III.
Во времена своего правления был вынужден отражать нападения вьетов, которые помогали дяде короля, Анг Нону II, в борьбе за власть. В конце концов последний сумел захватить столицу и провозгласить себя регентом. Дальнейшая борьба продолжалась три года, в результате чего Анг Чей был убит в 1677 году.